# Richard Žemlička
Richard Žemlička (* 13. April 1964 in Prag, Tschechoslowakei) ist ein ehemaliger tschechischer Eishockeyspieler, der über viele Jahre beim HC Sparta Prag unter Vertrag stand. In 15 Spielzeiten für Sparta absolvierte er 634 Spiele, in denen er 565 Scorerpunkte erzielte. Seit 2009  arbeitet er als Trainer des HC Berounští Medvědi.

## Karriere
Richard Žemlička begann seine Karriere im Nachwuchs von Sparta Prag, bevor er während der Spielzeit 1986/87 in der ersten tschechoslowakischen Liga debütierte.
Richard Žemlička wurde während des NHL Entry Draft 1990 in der neunten Runde an 185. Stelle von den Edmonton Oilers ausgewählt., spielte aber bis 1992 für seinen Heimatklub. Danach wechselte er zu TPS Turku in die erste finnische Liga, bevor in der Saison 1992/93 für den EHC Freiburg in der Eishockey-Bundesliga auflief. Danach folgten zwei Spielzeiten bei den Eisbären Berlin, bevor 1995 zum HC Sparta Prag zurückkehrte.
Mit Sparta wurde er 2000 und 2002 Tschechischer Meister. Nachdem die Saison 2002/03 nicht sehr erfolgreich lief, entschloss er sich zu einem Wechsel zum HC Litvínov. Wiederum ein Jahr später wechselte er in die slowakische Extraliga zum HK Poprad, wo er im Frühjahr 2006 seine Karriere beendete.
Nach seinem Rücktritt arbeitet er als Nachwuchstrainer bei Sparta Prag. Im Oktober 2008 wurde seine Trikotnummer 13 vom HC Sparta Prag gesperrt und symbolisch als Banner unter die Decke der Tesla Arena gehängt.
Seit Beginn der Saison 2009/10 ist Žemlička Trainer des HC Berounští Medvědi, der in der 1. Liga spielt und seit Sommer 2009 als Farmteam des HC Sparta Prag agiert.

## International
Richard Žemlička vertrat die tschechoslowakische Föderation bei den Olympischen Winterspielen 1992, beim Canada Cup 1991 sowie bei den Weltmeisterschaften 1991 und 1992. Ab 1993 vertrat er die Tschechische Republik bei den Weltmeisterschaften 1993, 1994, 1995 und 1997.

## Erfolge und Auszeichnungen
- Bronzemedaille bei der Weltmeisterschaft 1991, 1993 und 1997
- Bronzemedaille bei den Olympischen Winterspielen 1992 in Albertville
- Tschechischer Meister 2000 und 2002